# Domenico Campagnola

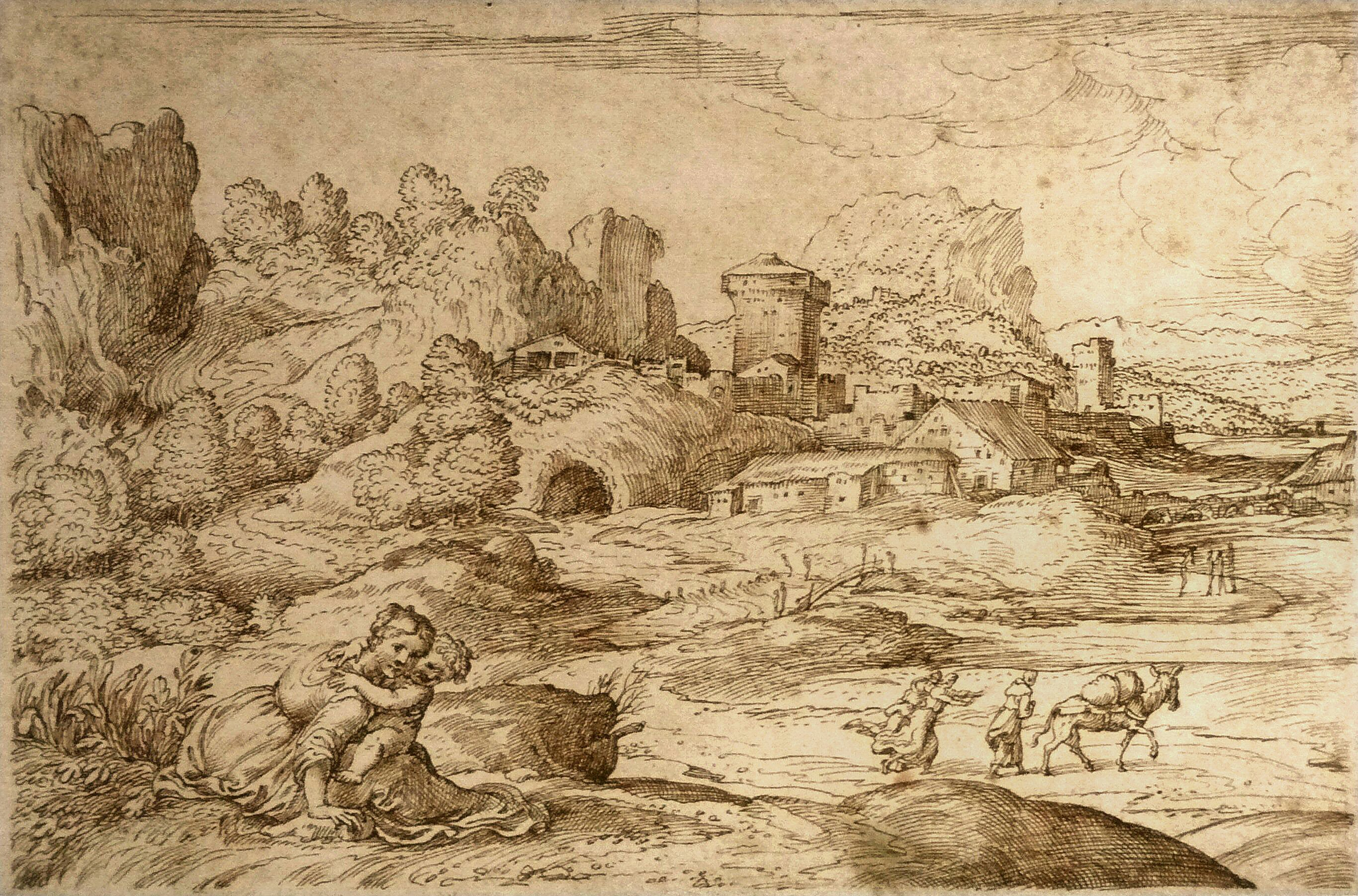
Landschaft mit befestigter Siedlung und Frau mit Kind

Domenico Campagnola (* um 1500 wahrscheinlich in Venedig; † 10. Dezember 1564 in Padua) war ein italienischer Maler, Zeichner und Kupferstecher und Adoptivsohn des Kupferstechers Giulio Campagnola (* um 1482 in Padua; † zwischen 1516 und 1518 in Venedig).

## Leben
Campagnola rivalisierte mit Tizian in Padua in den Fresken der Scuola del Santo, wo beide Vorgänge aus dem Leben des Heiligen Antonius malten, sowie in den Fresken der dortigen Scuola del Carmine.
Campagnola zeigt sich darin als tüchtigen Künstler der venezianischen Schule. Minder bedeutend ist er als Kupferstecher, da seine Blätter mit geringem technischen Geschick ausgeführt und in Komposition und Form meist manieriert sind. Von 14 Nummern, die man von ihm kennt, tragen zehn die Jahreszahl 1517 und eine (Ausgießung des Heiligen Geistes) 1518, woraus sich ergibt, dass er sich nur kurze Zeit mit dem Stichel befasst hat. Auch drei Holzschnitte nach ihm führen das Datum 1517. Von seinen in Tizians Art behandelten Zeichnungen, die Landschaften mit Figuren darstellen, sind verschiedene gestochen.